# Lake Repongaere
Der Lake Repongaere ist ein See in der Region des Gisborne District auf der Nordinsel von Neuseeland.

## Geographie
Der Lake Repongaere befindet sich rund 14 km nordwestlich des Stadtzentrums von Gisborne und rund 2,5 km westlich des Waipaoa River. Der See, der 1975 in der Publikation Checklist of New Zealand Lakes von J. Irwin noch mit einer Fläche von 54 Hektar angegeben wurde, besitzt stand 2023 noch eine Größe von rund 35,8 Hektar, bei einem Seeumfang von rund 2,3 km. Der in Nord-Süd-Richtung ausgerichtete See besitzt eine Länge von rund 845 m und eine maximale Breite von rund 565 m ist Ost-West-Richtung.
Der See ist ringsum von einem Feuchtgebiet umgeben, dass sich nach Norden am weitesten ausdehnt. Wasserzulauf bekommt der See über einige wenige Bäche von Westen, Süden und Osten her. Nach Norden entwässert der See über das Feuchtgebiet und dem anschließenden Repongaere Stream, der über den Pouaru Stream seine Wässer dem Waipaoa River zuträgt.
Der flache Lake Repongaere ist von bis zu 223 m hohen Hügeln umgeben, die dem See ein Wassereinzugsgebiet von 2,8 km² garantieren.